# 新プラトン主義
新プラトン主義（英: Neoplatonism）は、後3世紀に成立し、西洋古代哲学の掉尾を飾った潮流である。始祖とされるプロティノス（3世紀）は、プラトンのイデア論を徹底させ、万物は一者から流出したもの（流出説）と捉えた。ネオプラトニズムとも。

## 概要
「新プラトン主義」（独: Neuplatonismus）は18世紀のドイツで生まれた造語が19世紀に入ってから定着した近代の用語であり:5、シュライアーマッハー以降、文献学により、プラトン自身のオリジナルの教説と後世の追随者の思想とが区別して捉えられるようになって確立した概念である。多くの場合、時代的に新しいプラトン主義であるというだけでなく、いくつかの面でプラトン思想とは異なる特徴を呈しており、本来のそれからの逸脱である、という含みをもって用いられる:6。

## 古代の新プラトン主義
新プラトン主義の創始者はプロティノスあるいはその師アンモニオス・サッカスとされる:6。プロティノスの思想はプラトン哲学（プラトニズム）を出発点としており、プラトンの正しい解釈として考えられたものであるが、実際に構築された哲学体系はプラトンのオリジナルのものとはかけ離れたものとなっている。プロティノスは「プラトンの徒」（プラトーニコス）をもって自ら任じたが、エネルゲイアなどのアリストテレス哲学の用語を用いており、また、その共感（シュンパテイア）理論はストア派に由来することが指摘されている:514（このように、それまでの諸思想を総合した新プラトン主義の特徴を、ヘーゲルは言葉のポジティブな意味において「折衷的」と評した:4-5）。
このプロティノスの新プラトン主義はオーソドックスなものだとみなされていて、一者への「帰還」にテウルギアを取り入れたイアンブリコスやプロクロスなどの後期新プラトン主義とは区別される。
プロティノスの時代には、ギリシア起源の思想に、当時の政治体制が一体化したオリエントからの思想が流入して、神秘的宗教思想が流行していたが、新プラトン主義もそうした当時の思想動向から大きな影響を受けている（プロティノスはグノーシス主義を批判した）。また、逆に新プラトン主義も神秘思想へ大きな影響を与えた。
新プラトン主義の思想の大きな特徴は、一者からの流出の観念である。「一者」の思想は容易に「一神教」と結びつき、新プラトン主義の思想は中世ヨーロッパのキリスト教思弁哲学の基盤のひとつとなった。

## 中世以降の新プラトン主義
プロティノス、ポルピュリオス、プロクロスといった古代の新プラトン主義者はキリスト教徒にとっては異教徒であったが、キリスト教的中世の思想にも影響を与えた。
プロティノスやポルピュリオスの影響は、新プラトン主義の影響を受けたラテン教父アウグスティヌス、古代哲学と中世哲学の橋渡しとなった「最初のスコラ哲学者」と呼ばれるボエティウスらを通じてラテン世界へ伝達された:82。プロクロスも古代の新プラトン主義と中世哲学とをつなぐ媒介者となり、その影響は西欧中世全体に及んだ:82。プロクロス哲学をキリスト教神学に改変した偽ディオニュシオス文書が9世紀にラテン語訳されて重んじられたほか:82、プロクロスの『神学綱要』の抄録である『原因論』がアリストテレスの著作としてラテン語訳されたことによって中世アリストテレス主義に新プラトン主義的思考が注入されたからである:163。

### ルネサンス以降
新プラトン主義とヘルメスの教義を、ローマカトリック教会に導入しようとしたフィチオーノとピノの試みは、ヘルメス改革の観点から評価されている。ルネサンス期においても、プラトンの思想と新プラトン主義は区別されていなかった。
15世紀のフィレンツェでメディチ家を中心にプラトン研究が盛んになり、プラトンやプロティノスの著書がラテン語に翻訳された。ビザンツ出身の学者ゲミストス・プレトン、プロティノスの『エンネアデス』をラテン語訳したプラトン主義者マルシリオ・フィチーノが知られる。フィチーノは美に対するプラトン的な愛（プラトニック・ラブ）によって人間は神の領域に近づくことができると考えた。
新プラトン主義の思想はルネサンスの文芸・美術にも大きな影響を与えた。
18-19世紀のイギリスでアリストテレスやプラトンの著作を英訳したトマス・テイラーも広義の新プラトン主義者とされる:8。

## 日本語文献
- 水地宗明監修・新プラトン主義協会 編『ネオプラトニカ 新プラトン主義の影響史』昭和堂、1998年。ISBN 978-4812298169。
- 水地宗明監修・新プラトン主義協会 編『ネオプラトニカ Ⅱ 新プラトン主義の原型と水脈』昭和堂、2000年。ISBN 978-4812200285。
- 『新プラトン主義を学ぶ人のために』水地宗明・山口義久・堀江聡 編、世界思想社、2014年。ISBN 978-4790716242。